# Meliosma sirensis
Espèce
Statut de conservation UICN

 VU D2 : Vulnérable
Meliosma sirensis est une espèce de plantes de la famille des Sabiaceae.

## Publication originale
- Novon 2(2): 157. 1992.